# Markgraafschap Fermo

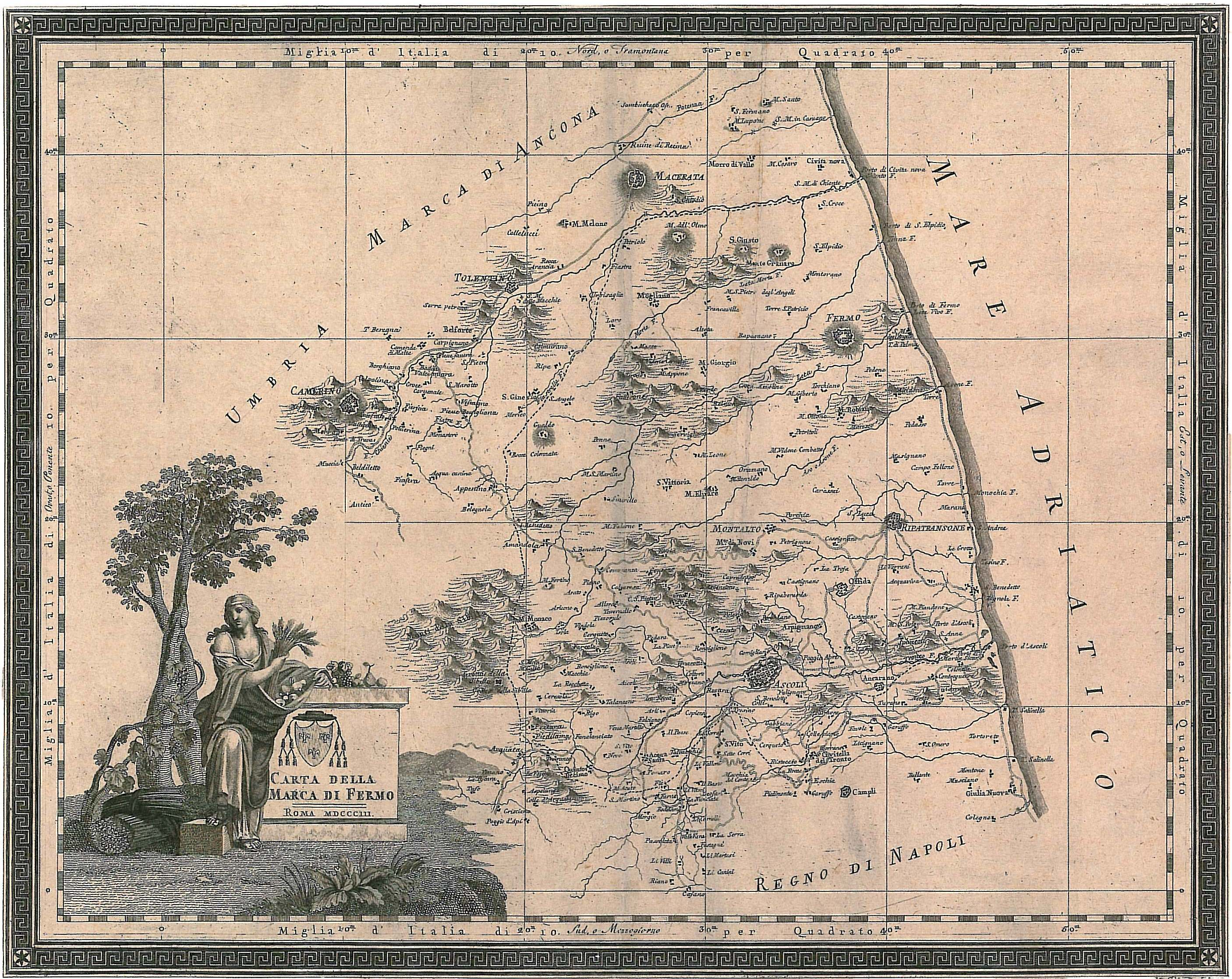
Markgraafschap Fermo en buurlanden

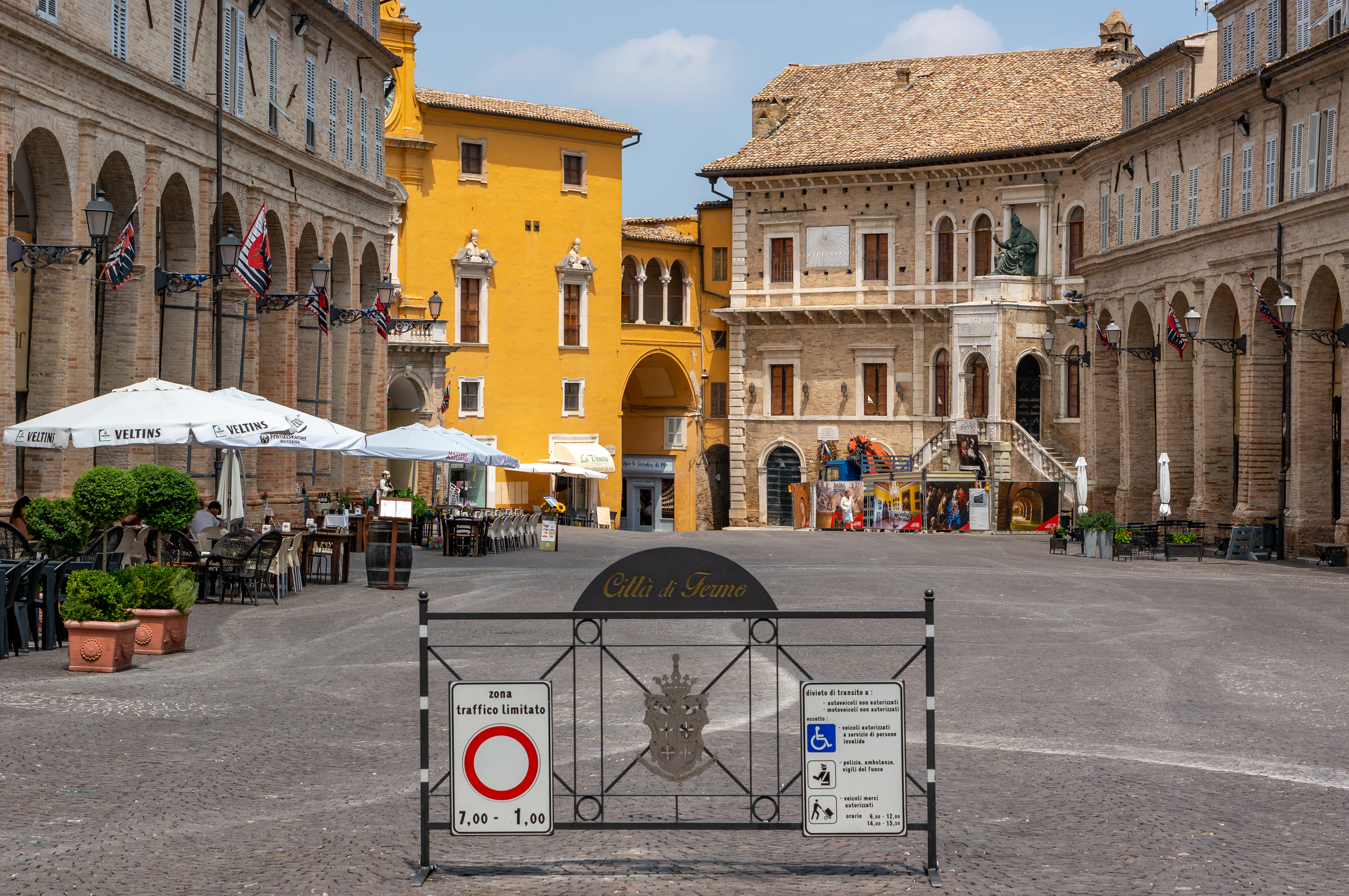
Centrum van de stad Fermo, regio Marche (Italië)

Het markgraafschap Fermo (Latijn: Marchia Firmana; Italiaans: Marca Fermana) bestond van de 9e eeuw tot 14e eeuw in Midden-Italië, als stadstaat Fermo, in de regio Marche. Het was deel van het Heilig Roomse Rijk (9e-11e eeuw), van het Noormannenrijk Sicilië-Napels (11e eeuw) en van het markgraafschap Ancona (11e-14e eeuw). Nadien schafte de Pauselijke Staat het markgraafschap Fermo af.

## Historiek

### Voor de 9e eeuw
In het hertogdom Spoleto, een Longobardisch rijk, bestond er een hertogdom Fermo sinds 727. Dit hertogdom diende ter militaire verdediging van Zuid-Italië, volgens de militaire plannen van Liutprand, koning der Longobarden. Het hertogdom Fermo was in oppervlak groter dan het hertogdom Ancona, een naburig Longobardisch hertogdom. Door de schenking van de Frank Pepijn de Korte, ging het hertogdom Fermo over naar het Heilige Roomse Rijk.

### Heilige Roomse Rijk
Keizer Karel de Grote erkende het hertogdom Fermo als zodanig. Keizer Lodewijk II (855-875) vormde het oude hertogdom Fermo om tot een markgraafschap, dit wil zeggen met een markgraaf rechtstreeks benoemd door de keizer. Militair gesproken moest het markgraafschap thans Noord-Italië beschermen tegen invasies vanuit het hertogdom Spoleto en niet meer in omgekeerde zin zoals 100 jaar tevoren. De eerste bron die formeel spreekt over een markgraafschap dateert van de 10e eeuw, ten tijde van keizer Otto II. Het grondgebied omvatte de huidige provincies Fermo, Macerata ten noorden (toenmalige naam graafschap-stadstaat Camerino), Ascoli Piceno ten zuiden (toen graafschap-stadstaat), en nog meer naar het zuiden, in de huidige regio Abruzzi, de provincies Chieti en Teramo.

### Noormannenrijk
In de loop van de 11e eeuw vond de verovering van Zuid-Italië door de Normandiërs plaats. Vanaf 1080 behoorde het markgraafschap Fermo ook tot dit Noormannenrijk, het koninkrijk Sicilië. De Noormannen amputeerden van het markgraafschap alle veroverde gebieden in de Marche en de Abruzzi. Zodoende was het grondgebied niet meer dan deze van de huidige provincie Fermo. In het westen lagen de Apennijnen en in het oosten de Adriatische Zee.

### Markgraafschap Ancona
Het naburige markgraafschap Ancona, in het noorden, was onder pauselijk gezag. Ancona was bovendien een welvarend zeerijk. Ancona annexeerde een voor een – van noord naar zuid - de (mark)graafschappen Camerino-Macerata, Fermo en Ascoli Piceno. Het markgraafschap Fermo bleef weliswaar bestaan in naam tijdens de middeleeuwen. Door de expansie van Ancona werd de rivier Tronto, ten zuiden van Ascoli Piceno, de grens tussen de Pauselijke Staat en het koninkrijk Napels.
De republiek Ancona had alle markgraafschappen veroverd en daarom is de naam van de regio Marche of Marken in het meervoud geschreven. Met de greep van de Pauselijke Staat op Ancona (16e eeuw) geraakte de naam markgraafschap Fermo in onbruik. De naam Marche (meervoud) bleef.